# لیزماهی صخره
لیزماهی صخره (نام علمی: Pholis gunnellus) نام یک گونه از تیره لیزماهی است.